# Bruce Hampton
Bruce Hampton (30. dubna 1947 – 1. května 2017) byl americký zpěvák, kytarista a herec.

## Kariéra
Od konce šedesátých let působil ve skupině Hampton Grease Band. Ta získala smlouvu se společností Columbia Records a roku 1971 vydala album Music to Eat. Hampton později s hrdostí uváděl, že album bylo druhé nejhůře prodávané album v historii společnosti Columbia – prvním měla být instruktážní desky jógy. Roku 1967 přispěl na album Lumpy Gravy hudebníka Franky Zappy. Později působil v několika dalších skupinách, například Late Bronze Age. Roku 1988 založil skupinu Aquarium Rescue Unit a v letech 2006 až 2010 byl členem kapely The Quark Alliance. Počínaje rokem 1994 hrál v kapele Fiji Mariners, což bylo původně duo s Danem Matrazzem, které se později rozrostlo o další členy. Roku 1996 hrál ve filmu Smrtící bumerang. V roce 2002 zpíval v jedné písni z desky Uninvisible jazzového tria Medeski, Martin & Wood. Roku 2014 vystupoval ve videoklipu k písni „Blockbuster Night Part 1“ rapové kapely Run the Jewels.
Zpěvačka Susan Tedeschi mu věnovala píseň „Hampmotized“ ze svého alba Wait for Me (2002). Dne 1. května 2017 se v atlantském sále Fox Theatre konal koncert u příležitosti Hamptonových sedmdesátých narozenin, jehož se kromě Hamptona účastnila řada hostů (například Peter Buck, Susan Tedeschi, Chuck Leavell, Derek Trucks, Warren Haynes a další). Během přídavku Hampton zkolaboval. Toho si však jeho spoluhráči nevšimli a hráli několik dalších minut, než byl Hampton odnesen z pódia. Zemřel nedlouho poté, co byl převezen do nemocnice.